# La Robla
La Robla è un comune spagnolo di 4 829 abitanti situato nella comunità autonoma di Castiglia e León.